# Killers Anonymous – Traue niemandem
Killers Anonymous – Traue niemandem (Originaltitel Killers Anonymous) ist ein Psychothriller von Martin Owen, der am 28. Juni 2019 in die US-Kinos kam.

## Handlung
Der Film beginnt mit der Sitzung einer Selbsthilfegruppe in Los Angeles, währenddessen der namentlich nicht genannte Leiter der Gruppe, The Man, einen Anruf entgegennimmt, wonach er nach London kommen solle.
In London angekommen trifft er sich in einer Bar am helllichten Tag mit Jade, fragt sie, warum Senator Kyle noch lebe, und empfiehlt ihr zu verschwinden. Der anschließende Film-Vorspann zeigt einen Kampf zwischen Krystal und Jade in einem Club, dem Jade unterliegt.
Alice betritt eine Kirche und trifft auf die Priesterin Joanna.
Joanna hat im Gemeindesaal ihrer Kirche in London eine Selbsthilfegruppe mit der Bezeichnung „Killers Anonymous“ eingerichtet. Zu den teilnehmenden Killern der Gruppe, die sich treffen, um über ihre seelischen Probleme nach den Morden zu berichten, und wie sehr sie ihr Gewissen plagt, gehören die temperamentvolle Violet, ein namenloser Gangster der alten Schule, ein Arzt mit einer ganz eigenen Vorstellung von Sterbehilfe, der gefühlvolle Leandro und der ständig nervöse Ben. An diesem Abend sind sie nun alle äußerst nervös, denn weil der US-Senator Kyle angeschossen wurde, wimmelt es auf den Straßen nur so von Polizisten.
In dem Gemeindesaal finden sie den angeschossenen Senator Kyle. Joanna offenbart auf Kyle geschossen, aber ihn verfehlt zu haben, nachdem das vorherige Attentat von Jade auf ihn missglückte. Weiter offenbart sie, für die CIA zu arbeiten, die in Wahrheit hinter den Aufträgen der an der Selbsthilfegruppe teilnehmenden Killer stehe. Jetzt arbeite sie aber für die Russen, die besser bezahlten.
Im Gemeindesaal hält sich Morgan versteckt, die Adoptivschwester von Alice und ebenfalls in Russland aufgezogen. Zu zweit testen sie die Teilnehmer der Selbsthilfegruppe auf Loyalität zum neuen Auftraggeber. Die weiblichen Teilnehmer haben bestanden, die männlichen nicht und sollen im Gemeindesaal eine Stunde ausharren. Dem kommen sie nicht nach und es kommt zu einem anschließenden Gemetzel in der Kirche, bei dem nur Alice und Morgan überleben. Die zwei fliegen mit The Man anschließend zurück nach Los Angeles, um dort neue Teilnehmer der Selbsthilfegruppe zu begrüßen.

## Produktion
Wie im Juli 2018 bekannt wurde, erhielt der Oscar-Preisträger Gary Oldman eine Rolle. Auch Jessica Alba ist in das Projekt involviert.
Der Film kam am 28. Juni 2019 in die US-Kinos.

## Rezeption
Jeannette Catsoulis von der New York Times schreibt, während die Killers Anonymous, eine Selbsthilfegruppe für Attentäter nach dem Vorbild der Anonymen Alkoholiker, mit mäandernden Monologen über Sojamilch und die C.I.A. beschäftigt sind, lasse der Regisseur Martin Owen die Langeweile mit stilisierter Beleuchtung und schrullig inszenierten Rückblenden aufflammen. Auch der politische Unterbau des Films fühle sich leider so inkohärent an wie sein lächerlich gewalttätiges Ende, so dass man sich die Frage stellen müsse, wie ein solches Fiasko überhaupt jemals finanziert werden konnte, so Catsoulis weiter.
Michael Ranze vom Filmdienst beschreibt Killers Anonymous als schwarze Komödie, die zeigen will, dass Killer auch „nur Menschen“ sind und unter den Folgen ihres Berufes leiden. Mit einem Augenzwinkern gibt Ranze die Erklärungen hierfür aus dem Film wider: „Schließlich ist es nicht so selbstverständlich, wildfremde Menschen zu töten. Die gesellschaftliche Akzeptanz ist gering, vielleicht regt sich das Gewissen, nicht zu vergessen der Fahndungsdruck durch die Polizei, die Unzufriedenheit schlechtgelaunter Auftraggeber oder der Neid missliebiger Kollegen.“ Auch wenn die Prämisse originell klinge, seien die Szenen im Gemeindesaal weder humorvoll noch unterhaltsam. Zudem erkennt Ranze einen Denkfehler darin, denn warum sollte sich der Zuschauer für die Probleme der Berufsmörder in dieser Selbsthilfegruppe interessieren.